# Holger Danskes sange
Holger Danskes sange is een compositie van Niels Gade. Gade schreef veel “losse” liederen, dan wel verzamelingen van drie tot vijf liederen. De Holger Danskes sange is een liedbundel bestaande uit twaalf liederen. Gade leende de teksten van Bernhard Severin Ingemann.  De teksten zijn enigszins nationalistisch aangezien Denemarken zich toen in een netelige positie bevond door de Duits-Deense Oorlog. Dit had gevolgen voor Gade. Hij leefde een aantal jaren in Duitsland, moest daar als gevolg van die oorlogen (steeds) terug naar Denemarken en moest daar vervolgens bewijzen dat hij Deen in hart en nieren was. Holger Danske is een legendarische Deense held.

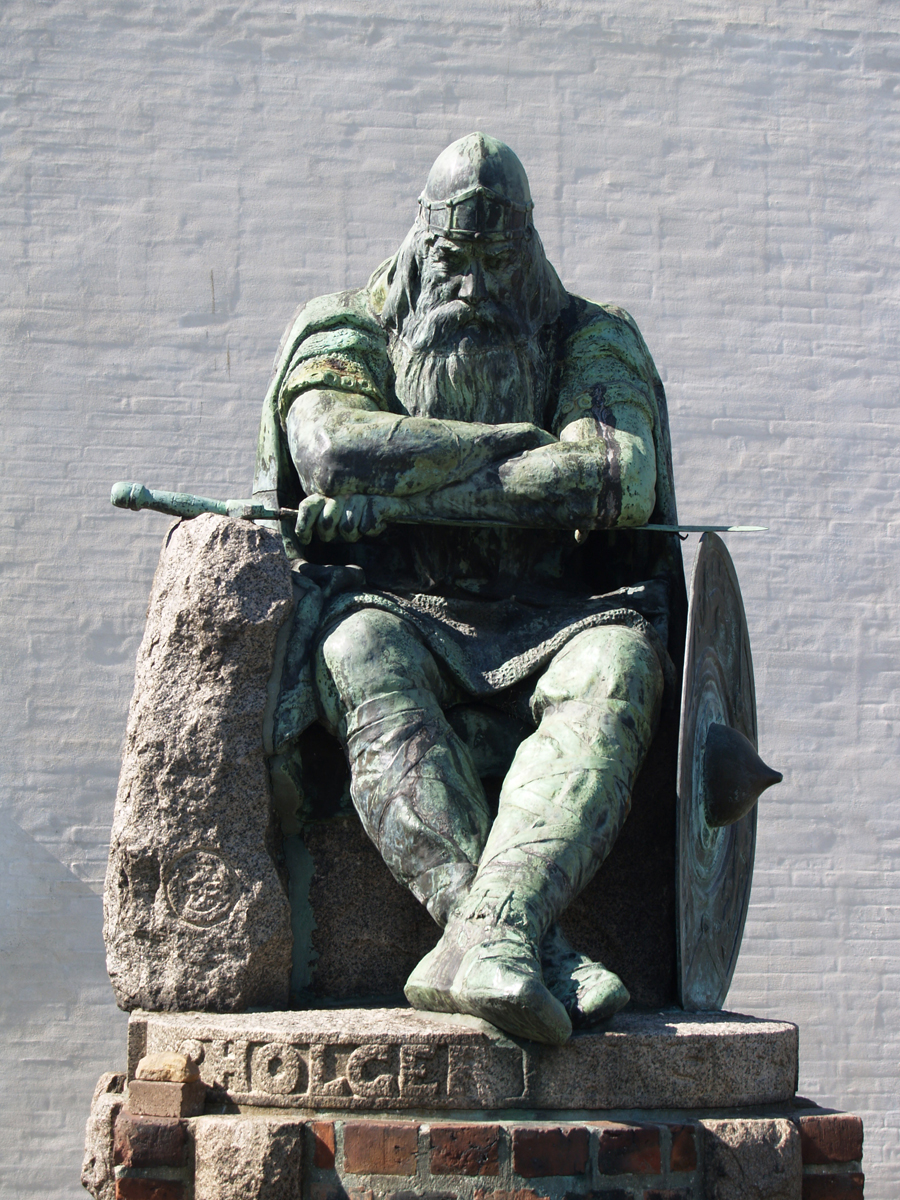
Beeld van Holger Danske

De twaalf liederen:
1. Hilsen til frænderne
2. Holgers barndom
3. Holgers bortsendelse
4. Holger Danskes vej
5. Holgers kamp med burmand
6. Prinsesse Gloriant
7. Ved Kejserend hof
8. De 11 jævninges jordefærd
9. Holgers Danskes mærke
10. Hos feen morgana
11. Holger Danskes tilbagekomst